# Юреня, Олег Олегович
Оле́г Оле́гович Юре́ня (род. 21 мая 1990, Мосты, Гродненская область) — белорусский гребец-байдарочник, выступает за сборную Беларуси с 2008 года. Участник летних Олимпийских игр в Лондоне, двукратный чемпион Европы, призёр чемпионатов мира, обладатель Кубка мира, многократный победитель национальных первенств. На соревнованиях представляет Брестскую и Гродненскую области, мастер спорта международного класса.

## Биография
Олег Юреня родился 21 мая 1990 года в Мосты Гродненская область. Активно заниматься греблей начал в возрасте одиннадцати лет в местной специализированной детско-юношеской школе олимпийского резерва, проходил подготовку под руководством тренера Владимира Задолина.
Начиная с 2006 года живёт и тренируется в Бресте.
Окончил в 2014 году факультет физической культуры Мозырского государственного педагогического университета имени И. П. Шамякина, в 2015 году — магистратуру данного учреждения образования.

## Спортивная карьера
Первого серьёзного успеха добился в 2008 году, когда впервые попал в основной состав национальной сборной Беларуси и поучаствовал в зачёте взрослого первенства Европы в Милане — с байдаркой-двойкой на километровой дистанции занял восемнадцатое место. Год спустя дебютировал на Кубке мира, расположившись в итоге на пятнадцатой строке мирового рейтинга байдарочников, а также съездил на европейский чемпионат в Бранденбург, где в одиночной километровой программе был девятым.
В 2010 году Юреня показал достойный результат на всех трёх этапах Кубка мира и стал обладателем этого трофея. На чемпионате Европы в испанской Тразоне завоевал серебряную медаль в своей коронной тысячеметровой дисциплине и золотую в неолимпийской пятикилометровой гонке, тогда как на первенстве мира в Познани в состязаниях на 1000 метров получил бронзовую награду. В следующем сезоне на европейском первенстве в Белграде повторил эти достижения, кроме того, выиграл серебро 5000 метров на чемпионате мира в Сегеде, а в общем зачёте Кубка мира разместился на третьей позиции. Благодаря череде удачных выступлений удостоился права защищать честь страны на летних Олимпийских играх 2012 года в Лондоне. С одноместной байдаркой на дистанции 1000 метров сумел дойти до финала, но в решающем заплыве финишировал шестым.
После Олимпиады Юреня остался в основном составе белорусской национальной команды и продолжил принимать участие в крупнейших международных соревнованиях. Так, в 2013 году он побывал на чемпионате мира в немецком Дуйсбурге, где выступал сразу в трёх дисциплинах, в том числе с двойкой на 1000 метров выиграл серебряную медаль. Помимо этого, получил серебро и бронзу на летней Универсиаде в Казани, на километровой дистанции среди одиночек и четвёрок соответственно.

### Достижения
- 6 место на ХХХ Олимпийских играх 2012 года в Лондоне (К1, 1000 м)
- Серебряный призер чемпионата мира 2011 года (К-1 5000 м)
- Серебряный призер чемпионата мира 2013 года (К-2 1000 м)
- Бронзовый призер чемпионата мира 2010 года (К-1 1000 м)
- Бронзовый призер чемпионата мира 2015 года (К-1 5000 м)
- Бронзовый призер Первых Европейских игр 2015 года в Баку (Азербайджан) (К1, 1000 м)
- Чемпион Европы 2010 года (К-1 5000 м)
- Чемпион Европы 2011 года (К-1 5000 м)
- Чемпион Европы 2012 года (К-1 5000 м)
- Чемпион Европы 2014 года (К-1 1000 м)
- Серебряный призер чемпионата Европы 2010 года (К-1 1000 м)
- Серебряный призер чемпионата Европы 2011 года (К-1 1000 м)
- Бронзовый призер чемпионата Европы 2015 года (К-1 5000 м)
- Бронзовый призер чемпионата Европы 2016 года (К-1 5000 м)
- Серебряный призер XXVII Всемирной летней Универсиады 2013 года в Казани (К-1 1000 м)
- Бронзовый призер XXVII Всемирной летней Универсиады 2013 года в Казани (К-4 1000 м)
- Бронзовый призёр Европейских игр 2019[5]

2024 год
В августе 2024 года — завоевал золото чемпионата мира по гребле на байдарках и каноэ 2024 года в Самарканде (Узбекистане).